# Ninh Hà (phường)
Ninh Hà là một phường cũ thuộc thị xã Ninh Hòa, tỉnh Khánh Hòa, Việt Nam.
Phường Ninh Hà có diện tích 13,17 km², dân số năm 2010 là 7.655 người, mật độ dân số đạt 581 người/km²